# Скаути Селуса
Скаути Селуса (англ. Selous Scouts Regiment) - підрозділ спеціальних сил армії Родезії, які діяли з 1973 року до перетворення країни на Зімбабве в 1980 році. Названі на честь британського мандрівника Фредеріка Селуса (1851—1917), вони взяли його гасло з мови шона — pamwe chete, яке значить «всі разом», «тільки разом», «вперед разом».
Статут скаутів Селуса наказував їм «таємне знищення тероризму в межах та зовні країни».

## Історичне підгрунтя
Скаути Селуса були найбільш активними в період Родезійської партизанської війни.  Це була війна за деколонізацію, що проводилась методами тероризму та партизанських дій, які проводили чорні бойовики — ZANLA–ZANU та ZIPRA–ZAPU — і метою якої було покінчити з домінуванням білої меншості в Родезії — нації під керівництвом прем'єр-міністра Яна Сміта. Родезія в той час мала найбільший рівень достатку та найбільший внутрішній валовий продукт серед країн Африки, а біле та чорне населення проживало у відносно високому достатку.
Про те, це була мала нація, якою керувало декілька сотень білих, переважно фермерів, та яка не мала доступу до моря.  Не маючи виходу до моря, і яка нещодавно в односторонньому порядку заявила про свою незалежність від Британії, Родезія була швидко ізольована Великою Британією та США.
Родезійські війська, які складались з Родезійської армії та Родезійських повітряних сил, багатьма іноземними спостерігачами характеризувались як значні, про те розмір країни — відносно оточуючих її більших за розміром країн під керівництвом чорного населення, брак критично важливих поставок з Заходу, та військова допомога що надавалась Радянським Союзом та Китаєм партизанським бойовикам — поставили Родезію у складну ситуацію. Для боротьби зі зростаючим повстанням, Родезійський уряд посилив дипломатичні та економічні зв'язки з ПАР, а також Португалією, яка контролювала сусідню територію Мозамбіку до 1975 року.
Він одночасно розпочав зміцнення своїх воєнізованих та протиповстанських сил, таких як Британська поліція Південної Африки, Родезійська легка піхота, Родезійська спеціальна повітряно-десантна служба, та Розезійські африканські стрільці.  Зрештою, ці зусилля призвели до створення протиповстанського підрозділу, скаутів Селуса.
Створений за командування підполковника  Рональда Рейд-Дейлі, це був організований расово-змішаний підрозділ, що складався з новобранців африканського та європейського походження, чиєю першочерговою місією була робота глибоко в підконтрольній бойовикам території та ведення війни в тилу ворога шляхом іррегулярної війни включаючи використання псевдотероризму як засобів проникнення до противника. Ця концепція підрозділу була дуже схожа на португальських Флехас, які діяли на сусідніх територіях Анголи та Мозамбіку з кінця 1960-х. Серед Скаутів було багато чорних Родезійців, які складали від 50 до 80 % всього складу, включаючи перших офіцерів-африканців в армії Родезії.

## Тактика
Скаути Селуса застосовували асиметричну війну проти свого ворога, дії які варіювалися від підривів приватних будинків, викрадень, установки мін направленої дії для атак на військові цілі, саботаж мостів та залізничних шляхів (включаючи парові двигуни), вбивств, залякувань, шантажу та вимагань, до використання начинених вибухівкою автомобілів при замаху на Джошуа Нкомо.

## Розвідка
Багато разів, завдяки розвідданим добутим розвідкою, (агентурна розвідка), Скаути мали більш свіжу інформацію ніж бойовики. Роботою служби розвідки, а також завданням Скаутів так само як і спецпідрозділів загалом, було з'ясувати особи партизанів, їхні плани, місця їх тренування, сторони які беруть участь у їх тренуванні, джерела та місця проходження маршрутів їх постачання, симпатизуючих їм осіб, та іншу відповідну інформацію. Фальшиві бойовики отримували доступ до контрольованих ZANLA–ZIPRA територій використовуючи потрібну інформацію, залишену в місцях-закладках в потрібний для них час, і використовуючи інформацію яку надавала їм розвідка. Сегментування розвідки було ключовим елементом, та суворо дотримувалось.
Для отримання доступу до оточуючих африканських країн, вони використовували позивні ZANLA–ZIPRA, для того щоб приховати свою присутність в цих країнах.  Під час місії по замаху на Нкомо, вони повинні були дотримуватись оперативної безпеки. Вона складалась з використання кодових слів, наприклад, для попередження агента що влада знає про її діяльність в Замбії. По цих повідомленнях розвідник також міг зрозуміти, чи йому залишати Замбію традиційними маршрутами з використання автобусів або автомобілів, чи виходити обхідними шляхами через чагарники.

## Вербування партизанів
Частиною проблеми перших днів для скаутів Селуса та Родезії було те, що служби розвідки та партизани мали чітко визначені цілі. В перші дні роботи Скаутів в 1973—1974 роках, метою уряду та військових було вбити або заточити до в'язниці якомога більше партизанів, що було визнано корисним для громадської моралі.
Раніше не було узгоджених правил прийняття «справжніх» або «приручених» партизанів до складу псевдо-партизанських груп, щоб мати можливість здобути розвідувальні дані, знати як вони одягаються, поводяться та думають, які позивні використовують та як дотримуються оперативної безпеки. Думка керівництва Скаутів полягала в тому, що якщо захопити та завербувати партизана — наприклад офіцера регіонального відділу або загону ZIPRA–ZANLA, то його існуючі зв'язки можна використати як для збільшення кількості вбивств, так і для збору подальшої інформації.
Коли Скаути захоплювали партизана у бою, вони повинні були обрати один з трьох шляхів: стратити його на місці, передати його іншим, в спеціальний підрозділ для суду та неминучого повішення згідно Акту підтримання Закону та Порядку; або спробувати завербувати його до Скаутів. Якщо партизан був поранений у бою, першим що повинно бути зроблено — це переконатись що ніхто не знає про його існування: ні місцеві мешканці району, ні служба безпеки. Тоді все ще пораненого партизана завозили на базу Скаутів та надавали найкращу медичну допомогу. Разом з розумінням що його життя врятоване, зазвичай приходило і відчуття вдячності.
Наступним кроком було послати колишнього партизана або «прирученого терориста» провідати врятованого в шпиталі. Розмова розпочиналась та врешті решт спрямовувалась до нагадування про труднощі життя в буші, та можливого суду та повішення згідно Акту підтримання Закону та Порядку, у випадку його відмови до співпраці. Потім його опитували виключно Скаути, для того, щоб впевнитись в його лояльності; якщо він проходив цей іспит — йому надавали одноразову грошову допомогу, а також регулярну платню за вступ. Додатково, якщо це було можливо, родина партизана переводилась під захист, де вона забезпечувалась безкоштовним харчуванням, проживанням, навчанням та медициною.
В більшості випадків партизани обирали сторону служб розвідки. Потім Скаутам треба було прийняти остаточне, складне рішення — чи брати завербованого партизана до себе в групу, чи ні. Це рішення  в більшій ступені залежало від їх внутрішнього відчуття того, як партизан себе поводив: чи заслуговував він довіри, чи просто тягнув час. Надійним способом перевірити його лояльність було віддати йому його зброю, не повідомивши його про те що вона заряджена холостими набоями. Та це було тимчасово, бо «приручений терорист» незабаром ставав невід'ємним членом підрозділу.

## Інші тактики
Псевдо-бойовики також вживали заходів для послаблення народної підтримки партизанів, в одному випадку, наприклад, група псевдо-бойовиків вдаючи з себе партизанів, звинуватила вісім найбільш активних прихильників партизанів в регіоні Мадзіва в тому, що вони є інформаторами поліції, та побила їх.
Неконвенційні тактики Скаутів Селуса стали об'єктами для фотографій Росса Бофмана, який отримав Пулітцеровську премію за Художню фотографію в 1978 році. Він надає один з найбільш деталізованих описів дій Скаутів Селуса під час операції. Описуючи одну техніку, він написав: "Вони примушують полонених вишукуватись в позиції відтискання. Вони стоять в такій позиції 45 хвилин на сонці, багато кого починає сильно трясти. Врешті, падає перший полонений. Вони заводять його за будівлю, оглушують його та стріляють у повітря. Вони продовжують заводити людей за будівлю. Один з полонених нарешті почав плакати й, врешті, зламався і почав говорити. Надалі виявилось, що він говорив неправду, але  скаути збирались взяти його провідником.
Підрозділ досяг багатьох зі своїх цілей; його члени були видатними слідопитами, і підрозділ був відповідальний за 68 % втрат партизанів — в основному завдяки так званим «Airforce» — операціям пов'язаним з десантуванням з вертольотів, на теренах Родезії.
Функції розвідки для Скаутів виконував Спеціальний відділ (СВ) Британської поліції Південної Африки, яким командував Головний інспектор Майкл Мак-Гінес. Спеціальний відділ допитував захоплених партизанів, передивлявся захоплені документи, а також збирав розвіддані. Спеціальний відділ також наглядав за виробництвом та введенням отруєних одягу, їжі, напоїв та лікарських засобів у мережу забезпечення партизанів. Використання отруєних припасів призвело до підтверджених смертей більше 800 партизанів, а загальна кількість загиблих ймовірно сягала понад 1000 партизан.
Кількість Скаутів Селуса нараховувала лише близько 500 осіб. Коли вони «обертали» партизанів на свою сторону — їх називали «прирученими терористами». Ця цифра досягала 1000 «приручених» терористів, якщо рахувати активних та неактивних членів. Згідно з заявою Об'єднаних операцій, вони відповідальні за близько 68 % смертей партизанів у період з 1973 по 1980 роки, при цьому втративши менше ніж 40 Скаутів.